# Gabriel Possenti
Svatý Gabriel Possenti od Panny Marie Bolestné (1. března 1838 – 27. února 1862) byl italský passionista, student bohosloví a velký ctitel Panny Marie. Narodil se jako Francesco Possenti v Assisi.
Poté co dal přednost mnišskému životu, vstoupil do kongregace passionistů, později onemocněl tuberkulózou a nedlouho poté zemřel. Roku 1920 byl prohlášen za svatého. Velmi oblíbený je především u italské mládeže.

## Dětství a dospívání
Francesco (František) Possenti spatřil světlo světa 1. března 1838 v italském městě Assisi. Pokřtěn byl ještě téhož dne a to v téže křtitelnici, ve které byl svého času pokřtěn svatý František z Assisi. Život sv. Gabriela pak jako by odrážel i život sv. Františka – obrácení od nestřídmostí světa k životu v Bohu. Narodil se jako jedenáctý z třinácti dětí matce Agnes a otci Santemu. Jeho otec byl právním poradcem ve městě Spoleto, tehdy ležícího na území papežského státu, kde v tu dobu vládl papež bl. Pius IX.
Francesco Possenti vedl normální život hocha svého věku. Byl oblíbený pro svoji srdečnou a otevřenou povahu. Jeho zálibami byl tanec, divadlo a lov. Ve škole mladý Francesco prospíval dobře, navzdory tomu, že mu postupně zemřela matka a tři sourozenci. Později se jeho rodina přestěhovala z Assisi do Spoleta, kde pohledný chlapec brzy vzbudil pozornosti místních dívek. Celkem čtyřikrát Bohu slíbil, že vstoupí do kláštera. Dvakrát v těžké nemoci; potom když se při lovu zranil vlastní puškou a málem přišel o život a konečně při náhlé smrti své sestry, kterou velmi miloval.

## Řeholní povolání
Jednoho dne, během procesí s obrazem Panny Marie Bolestné, uslyšel hlas Matky Boží, který ho nabádal, ať pamatuje slibu, který dříve složil, dá výhost světskému životu a stane se řeholníkem. František tehdy činí životní rozhodnutí a nedlouho poté se vydává tajně na cestu do passionistického noviciátu u sv. Pavla od Kříže. Passionisté kromě tří obvyklých slibů (čistoty, poslušnosti a chudoby) skládají ještě slib čtvrtý – šířit úctu k utrpení Páně (passio – utrpení).
Po vstupu do kongregace složil slib a přijal řeholní jméno Gabriel od Panny Marie Bolestné, jež odráží úctu, kterou k Ní od dětství choval. Prostřednictvím Panny Marie si velmi zamiloval jejího Syna a dosáhl v poměrně krátkém čase velké dokonalosti. Ke čtvrtému passionistickému slibu brzy přidal ještě jeden – šíření zbožnosti k Panně Marii Bolestné. Vypráví se, že když o Ní mluvil, zdálo se, jako by hořel. Svým příkladem strhával i ostatní a všichni, kdo s ním žili, toužili být v jeho přítomností a učit se od něho.
Když Itálií roku 1860 táhla Garibaldiho vojska, jednotka asi 20 vojáků se oddělila od hlavní armády a vstoupila do malé horské vesničky Isola a začala ji drancovat a vypalovat. Rozruch byl slyšet až v nedalekém klášteře. Mladý mnich Gabriel požádal opata, zda by nemohl jít dolů do vesnice a pokusit se to nějak urovnat. Opat mu to dovolil – zřejmě netušil, jakým způsobem to tam Gabriel bude rovnat. Gabriel tedy vzal svou modlitební knížku, růženec a vyrazil do vesnice. První, koho potkal, byli dva vojáci, kteří právě odvlékali místní dívku do stodoly. Když je Gabriel požádal, aby ji nechali, skutečně ji nechali být, ale začali ho napadat.
Gabriel měl ovšem pro strach uděláno; postřehl příležitost a v nestřeženém okamžiku uzmul jednomu z vojáků od pasu revolver. S jeho pomocí pak odzbrojil i druhého vojáka a takto ozbrojen je oba hnal před sebou na náves. Tam Gabriel, s revolvery v rukou, stanul proti celé jednotce vojáků. K přestřelce však nedošlo; po návsi náhle přeběhla ještěrka a Gabriel, postřehnuvše příležitost, bleskově zamířil a jedinou přesnou ranou jí ustřelil hlavu. Pak obrátil své zbraně proti vojákům a přikázal jim, aby uhasili požár, který založili. Vojáky v té chvíli zřejmě osvítil Duch Svatý, neboť náhle pochopili, po jak nesprávných cestách kráčeli, a dali se na upřímné pokání, projevené zejména okamžitým splněním mnichova příkazu. Poté je Gabriel vyprovodil z vesnice s doporučením, aby se tam už víckrát neukazovali.
Přestože onemocněl tuberkulózou, snažil se žit stále v odříkání a zúčastňoval se mše svaté, na kterou musel být později nošen. Navzdory bolestivé nemoci a umrtvování si stále zachovával bodrou povahu, konal dlouhé procházky po venkově, pořádal oběti za chudé a v blízké vesnici často vyučoval děti katechismu. Místní ho mohli častokrát vidět, jak klečí před obrazem Panny Marie, s rozpaženýma rukama, jako by byl v extázi.
Svatý Gabriel byl smířený se skutečností, že umírá. Dokonce prý po nemoci toužil, aby tak snáze mohl dosáhnout dokonalosti. Smrt se dostavila dříve, než mohl být mladý passionista vysvěcen na kněze. Skonal v Pánu dne 27. 2. 1862 v passionistickém klášteře v Grand Sasso v přítomnosti svých bratří, s mírumilovným úsměvem na rtech a pevně objímaje na smrtelném lůžku obraz Panny Marie Bolestné.

## Kanonizace
V roce 1920 prohlásil papež Benedikt XV. Gabriela za svatého a ustanovil ho patronem mladých. V roce 1959 ho papež sv. Jan XXIII. jmenoval patronem regionu Abruzzi, kde strávil poslední dva roky svého mladého života. Jeho přímluvy se také dovolávají studenti, seminaristé, novicové, duchovní a také střelci. Svatá Gemma Galgani vděčila sv. Gabrielovi za uzdravení z těžké nemoci.
Patronem střelců nikdy oficiálně prohlášen nebyl. Přesto si mnoho lidí dodnes připomíná příběh statečného mladého mnicha, který ukázal, jak zbraně v rukou dobrého člověka mohou zabránit páchání zla a násilí.

## Úcta
Miliony poutníků navštěvují každý rok v Teramu v Abruzzi skříň s ostatky sv. Gabriela, aby viděli místo jeho posledního odpočinku a klášterní dům, ve kterém prožil poslední léta. Uctívání sv. Gabriela je rozšířeno především mezi mladými Italy a italskými emigranty, kteří ho rozšířili po celé Americe. Skrze passionisty a jejich činnost se pak uctívání dostalo do celého světa. Každý březen – tři měsíce před zkouškami – tisíce studentů vysokých škol z italských regionů Abruzzi a Marche navštěvují město Teramo a modlí se u světcova hrobu za zdárné zakončení školního roku. Mnoho lidí již dosvědčilo zázraky na přímluvu sv. Gabriela. Nejznámější je asi případ sv. Gemmy Galgani.